# Основа (живопись)
Осно́ва — в живописи материал, на который наносится красочный слой.
В качестве основы для живописи могут быть использованы: дерево, холст, фанера, картон, бумага, папье-маше, пергамент, слоновая кость, перламутр, природный камень, стекло, известковая штукатурка, линолеум и другие материалы.
Достаточно редко краски наносятся непосредственно на поверхность основы — как правило, требуется её предварительно подготовить: укрепить, проклеить, нанести грунт.
Правильным выбором основы и качеством её подготовки определяются эстетические свойства произведения и его долговечность.

## Дерево
Одним из старейших материалов для живописи является дерево. Фаюмские портреты — один из примеров древнейших станковых произведений на деревянной основе — выполнены 1500—2000 лет назад. Они дошли до наших дней в относительной сохранности.
И если сейчас мы имеем возможность любоваться картинами старых мастеров, выполненными на деревянной основе, то этим мы, прежде всего, обязаны тому факту, что качеству этой основы, её подготовке и всем употребляемым для живописи материалам уделялось очень большое значение. Подготовка деревянной основы достаточно сложна. Во Фландрии производство досок для живописи было государственной монополией, и художникам запрещалось пользоваться досками, изготовленными в частных мастерских.

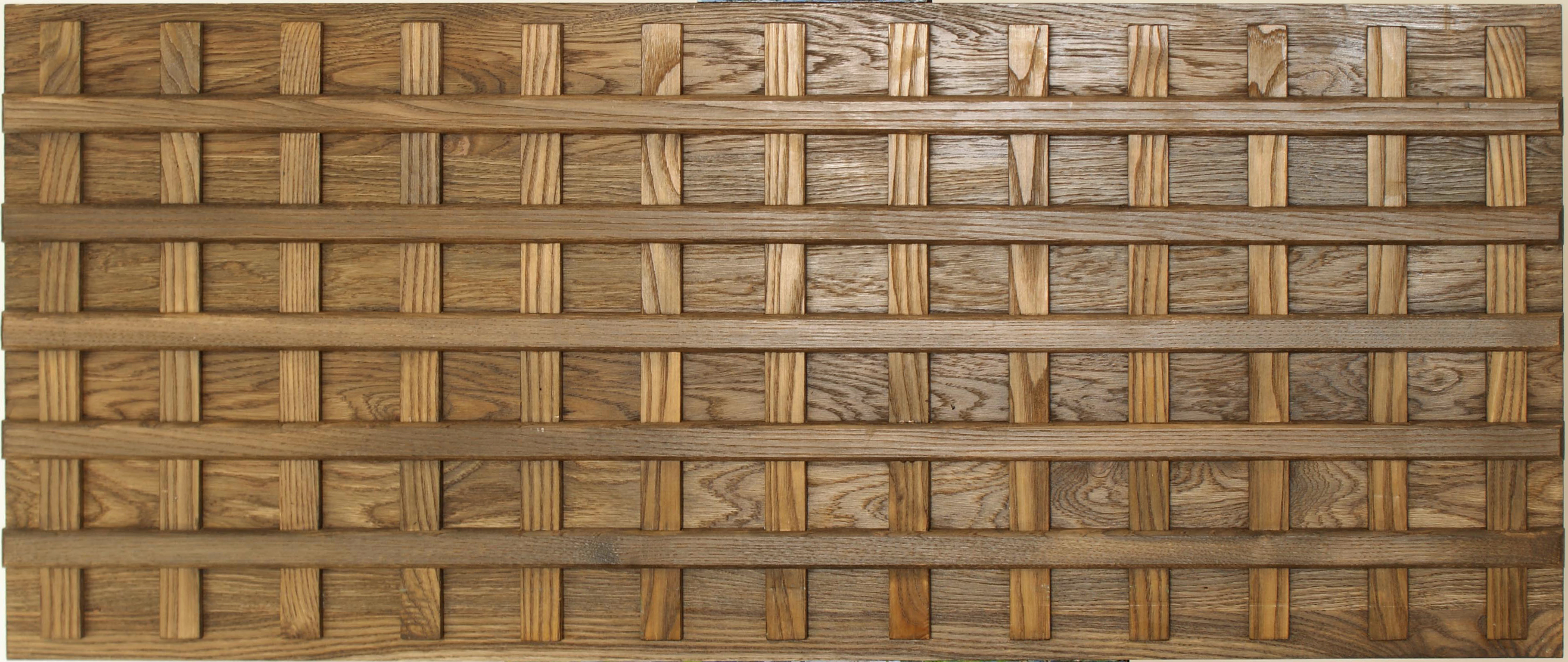
Доска для живописи с дубовым паркетажем

Устав живописцев города Парижа (1391 г.) гласил:

«Никто из иконописцев и вообще живописцев не имеет права приступать к какой-либо живописи на дереве, к какой бы породе оно ни принадлежало и каким бы то ни было способом, до тех пор, пока дерево не будет хорошо и правильно просушено и осмотрено мастерами»

Применение древесины различных пород в разных странах, в первую очередь, определяется тем, какие породы являются для этого региона наиболее распространёнными: кипарис, пиния, тополь, дуб, липа, бук, орех, палисандр. Преобладающее количество русских икон выполнено на липовых досках, хотя можно встретить и основы из кедра, лиственницы, сосны, кипариса.
В некоторых видах народных промыслов выточенные из дерева заготовки (например, посуда, матрёшки) украшаются традиционной для данного промысла росписью — широко известны изделия мастеров Хохломы.
Деревянная основа для произведений станковой живописи — достаточно твёрдая и прочная — используется, как правило, в виде досок, цельных или склеенных между собой. С обратной стороны для большей надёжности склеенные доски дополнительно укрепляются накладными или врезными деревянными рейками различного профиля — шпонками. Также шпонки могут врезаться (или набиваться) на торцы.

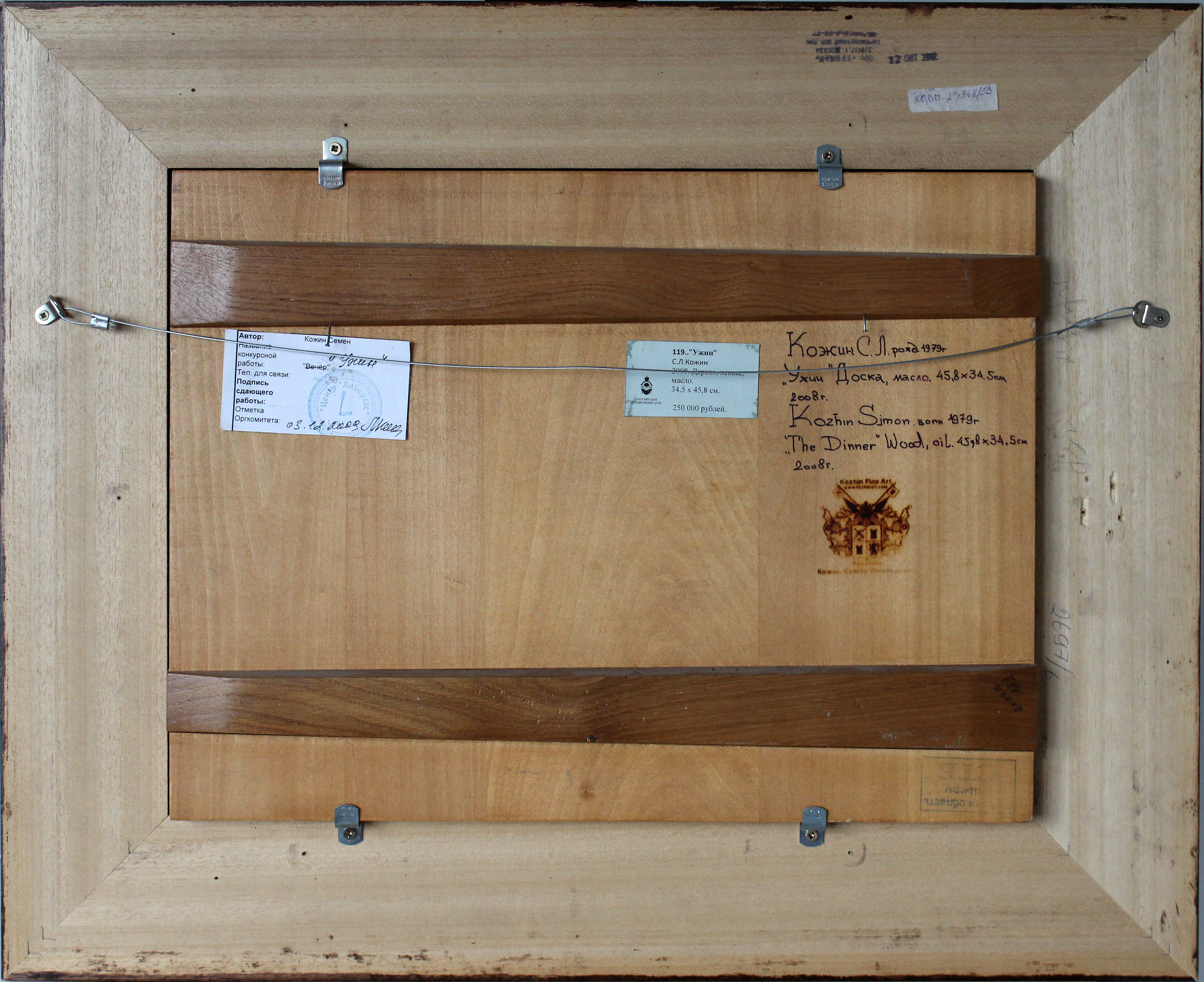
Доска со сквозными шпонками

Доска перед нанесением грунта не зашкуривается дочиста и не полируется — грунт лучше пристаёт к неровной шероховатой поверхности, прочнее держится и в дальнейшем не отслаивается.
При неблагоприятных условиях хранения (несоблюдение температурного и влажностного режимов) даже вполне выдержанное и сухое дерево может покоробиться (выгнуться) и растрескаться. Эффект выгибания часто усиливается из-за того, что одна сторона доски покрыта слоем грунта, красок и лака, а другая остаётся открытой — в результате процесс потери влаги протекает по-разному.

## Холст
В Италии холст стал употребляться для живописи с начала XVI века, на севере Европы — с начала XVII века, а в России — со второй половины XVII века. Постепенно он почти вытеснил основу из дерева. Чтобы холст не впитал всё масло, его необходимо прогрунтовать. Плюсы такой основы очевидны:
- Холст дешевле, его легче достать и проще перевозить (например, свернув в трубочку).
- Холст может быть натянут на деревянный подрамник или наклеен на картон.
- Холст имеет привлекательную фактуру, позволяет более полно раскрыть потенциал живописи маслом.

Преимущества холста над деревом были настолько велики, что в XVIII—XIX вв. реставраторы из музеев Европы стали массово переводить картины старых мастеров с деревянной основы на тканевую. Подробнее см. перевод с доски на холст.
В древнерусском искусстве есть примеры использования холста в качестве основы для небольших, чаще двухсторонних, икон — так называемые «полотенца». В XX веке их принято называть «таблетками». Основа для таблетки обычно состоит из двух склееных между собой кусочков холста (иногда между ними имеется слой бумаги). Затем склеенный холст покрывался с двух сторон толстым слоем левкаса.

## Слоновая кость
В силу особенностей исходного сырья пластины из слоновой кости имеют относительно небольшие размеры. В XVIII—XIX веках они чаще всего использовались в качестве основы для портретной миниатюры — жанра очень распространённого в европейском искусстве. Толщина пластин для маленьких миниатюр варьировалась от 0,3 мм до 1 мм, для более крупных могла достигать 2—3 мм.
Миниатюра на кости считается классическим типом портретной миниатюры.

## Бумага
Бумага бывает:
- В рулонах
- Отдельных листах
- Блоках
- Альбомах

Для акварели:
Торшон — белоснежная плотная рельефная бумага

## Металл
Металл используется в качестве основы для живописи не очень широко и почти исключительно для живописи маслом. В основном это медные (иногда цинковые или жестяные) пластины. Металлическая основа, безусловно, прочная, но имеет свои недостатки — при изменении температуры она расширяется или сжимается в значительно большей степени, чем грунт или живопись, что неминуемо ведёт к образованию трещин — кракелюра.
Кроме того, металлы окисляются, что тоже не способствует сохранности произведения. Исключение составляет золото, которое достаточно широко применяется и поныне. Тончайшие листы сусального золота наклеиваются на загрунтованную деревянную основу, не требуют нанесения дополнительного грунта и придают полупрозрачным краскам тёплый тон и золотое мерцание. В настоящее время сусальное золото с успехом имитируется поталью (сплава меди с цинком).
Олово применялось для живописи уже в XVII веке. Из-за своей мягкости оловянная основа дополнительно укреплялась с обратной стороны подкладкой из железа или дерева.
В XVIII веке масляная живопись стала вытеснять традиционную яичную темперу, и среди русских икон того времени встречаются написанные на медной основе.
В миниатюрной росписи на эмали металлическая основа (как правило, медная) в силу особенностей технологии является единственно возможной (см. Финифть).